# Guy Davenport
Guy Mattison Davenport (Anderson, 23 novembre 1927 – Lexington, 4 gennaio 2005) è stato uno scrittore, illustratore e docente statunitense, oltre che traduttore e pittore.

## Biografia
Suo padre era un agente della Railway Express. Davenport disse di essere diventato un lettore a soli dieci anni, quando un vicino di casa gli regalò un fumetto della serie di Tarzan. A undici anni creò un giornale di quartiere, disegnando tutte le illustrazioni e scrivendo tutte le storie. A tredici anni "si ruppe la gamba destra (pattinando) e rimase fermo per un certo tempo"; fu allora che iniziò a "leggere con profondo interesse", iniziando con una biografia di Leonardo. Lasciò presto la scuola superiore per entrare alla Duke University poche settimane dopo aver compiuto diciassette anni. Alla Duke studiò arte(con Clare Leighton), laureandosi in letteratura classica e inglese.
Ebbe una borsa di studio che gli consentì di frequentare il Merton College di Oxford dal 1948 al 1950. Studiò lingua inglese antica con J. R. R. Tolkien e scrisse la prima tesi ad Oxford su James Joyce. Nel 1950, dopo il suo ritorno negli Stati Uniti, Davenport entrò nell'US Army per due anni a Fort Bragg nel 756th Artiglieria da campo, allora nel XVIII Airborne Corps. Dopo aver adempiuto al servizio militare, insegnò alla Università Washington a Saint Louis fino al 1955, quando iniziò un PhD ad Harvard, studiando con Harry Levin e Archibald MacLeish.
Fece amicizia con il poeta Ezra Pound, durante l'internamento di quest'ultimo nel St. Elizabeths Hospital, e gli rese visita ogni anno dal 1952 fino alla sua dimissione, nel 1958, e più tardi a casa sua a Rapallo. Davenport descrisse una di queste visite, nel 1963, nel racconto "Itaca" e fece la sua tesi di dottorato sulla poesia di Pound, pubblicata poi come Cities on Hills nel 1983.
Dopo aver completato il dottorato di ricerca, insegnò all'Haverford College, dal 1961 al 1963, ma presto ottenne un incarico all'Università del Kentucky, "l'offerta più remota con la paga migliore", come scrisse a Jonathan Williams. Davenport insegnò al Kentucky fino a quando ricevette una MacArthur Fellowship, che lo portò al pensionamento, alla fine del 1990.
Davenport fu sposato brevemente agli inizi degli anni 1960. Dedicò Eclogues, 1981, a "Bonnie Jean" (Cox), il suo compagno dal 1965 alla sua morte. Altri volumi dedicati a Cox sono Objects on a Table (1998) e The Death of Picasso (2004). Cox divenne fiduciario del Guy Davenport Estate.
In uno dei suoi saggi, Davenport dichiarò di "vivere quasi esclusivamente di sciocchezze fritte, zuppa Campbell e barre di Snickers."
Morì di cancro al polmone il 4 gennaio 2005, a Lexington in Kentucky.

## Opere
Davenport a scrivere romanzi nel 1970 con "The Aeroplanes at Brescia," basato sulla visita di Kafka a una mostra aerea nel settembre 1909. I suoi libri comprendono Tatlin!, Da Vinci's Bicycle, Eclogues, Apples and Pears, The Jules Verne Steam Balloon, The Drummer of the Eleventh North Devonshire Fusiliers, A Table of Green Fields, The Cardiff Team e Wo es war, soll ich werden. I suoi romanzi utilizzano tre modalità generali di esposizione: il romanzare eventi e personaggi storici, la messa in primo piano degli esperimenti narrativi formali, in particolare con l'uso di collage e la raffigurazione di un'utopia alla Charles Fourier, dove piccoli gruppi di uomini, donne e bambini hanno eliminato la separazione tra mente e corpo.
Il primo di più di quattrocento saggi, articoli, presentazioni e recensioni di Davenport, venne scritto mentre era ancora uno studente e l'ultimo poche settimane prima della sua morte. Davenport era un critico letterario del National Review e del Hudson Review, e, alla fine della sua vita, su invito di John Jeremiah Sullivan, per un anno scrisse la rubrica "New Books" per Harper's Magazine. I suoi saggi spaziano dalla letteratura ai temi sociali, da brevi recensioni di libri a lezioni, come il pezzo del titolo nella sua prima raccolta di saggi, The Geography of the Imagination. Le sue altre raccolte di saggi sono state Every Force Evolves a Form e The Hunter Gracchus and Other Papers on Literature and Art.
Pubblicò anche due piccoli volumi sull'arte: A Balthus Notebook e Objects on a Table. Anche se scrisse su molti argomenti, Davenport, che non ebbe mai la patente di guida, era particolarmente appassionato alla distruzione delle città americane da parte dell'automobile.
Pubblicò alcune raccolte di poesie. Le più lunghe sono Flowers and Leaves, una meditazione intricata sull'arte e l'America, e The Resurrection in Cookham Churchyard (prendendo in prestito il titolo da un dipinto di Stanley Spencer). Una selezione delle sue poesie e traduzioni è stata pubblicata come Tasos and Ohio.
Davenport tradusse dei testi dal greco antico, particolarmente dal periodo arcaico. Vennero pubblicati in periodici, poi in piccoli volumi e quindi raccolti in 7 Greeks. Tradusse occasionalmente altri pezzi, compresi alcuni poemi di Rilke, alcuni testi dell'antico Egitto [da Boris de Rachewiltz], e, con Benjamin Urrutia, i detti di Gesù, pubblicati come The Logia of Yeshua.

### Romanzi
- Tatlin!: Six Stories (Scribner's, 1974) (con illustrazioni di Davenport)
- Da Vinci's Bicycle: Ten Stories (University of Chicago Press, 1979) (con illustrazioni di Davenport)
- Eclogues: Eight Stories (North Point Press, 1981) (due storie illustrate di Roy Behrens)
- Trois Caprices (The Pace Trust, 1981) (tre storie poi inserite in The Jules Verne Steam Balloon)
- The Bowmen of Shu (The Grenfell Press, 1984) (edizione limitata, inserita in Apples and Pears)
- Apples and Pears and Other Stories (North Point Press, 1984) (con illustrazioni di Davenport)
- The Bicycle Rider (Red Ozier Press, 1985) (edizione limitata, poi inserita una differente edizione di The Jules Verne Steam Balloon)
- Jonah: A Story (Nadja Press, 1986) (edizione limitata, poi inserita in The Jules Verne Steam Balloon)
- The Jules Verne Steam Balloon: Nine Stories (North Point Press, 1987)
- The Drummer of the Eleventh North Devonshire Fusiliers (North Point Press, 1990)
- The Lark (Dim Gray Bar Press, 1993) (edizione limitata, illustrata da Davenport)
- A Table of Green Fields: Ten Stories (New Directions, 1993)
- The Cardiff Team: Ten Stories (New Directions, 1996)
- Twelve Stories (Counterpoint, 1997) (selezione da Tatlin!, Apples and Pears e The Drummer of the Eleventh North Devonshire Fusiliers)
- The Death of Picasso: New and Selected Writing (Shoemaker and Hoard, 2003) (contiene sei saggi [tre precedentemente non raccolti] con diciannove storie [due precedentemente non raccolte] e una commedia)
- Wo es war, soll ich werden: The Restored Original Text (Finial Press, 2004) (edizione limitata)
- "The Davenport Reader" ed. Erik Anderson Reese (Counterpoint, 2013) (Collezione postuma di romanzi di Davenport, saggi, poemi, traduzioni e annotazioni raccolte da Erik Reese, un ex allievo di Davenport.)

### Traduzioni
- Carmina Archilochi: The Fragments of Archilochos (University of California Press, 1964)
- Sappho: Songs and Fragments (University of Michigan Press, 1965)
- Herakleitos e Diogenes (Grey Fox Press, 1979)
- The Mimes of Herondas (Grey Fox Press, 1981)
- Maxims of the Ancient Egyptians (The Pace Trust, 1983) (da Massime degli antichi egiziani di Boris de Rachewiltz, 1954)
- Anakreon (The University of Alabama/ Parallel Editions, 1991)
- Archilochos, Sappho, Alkman: Three Lyric Poets (University of California Press, 1980) (aggiunte Alkman a Carmina Archilochi e Sappho: Songs and Fragments)
- The Logia of Yeshua: The Sayings of Jesus (Counterpoint, 1996) (con Benjamin Urrutia)
- 7 Greeks (New Directions, 1995) (revisionati e aggiunti i testi — ma non i disegni di Davenport — da Carmina Archilochi, Sappho: Songs and Fragments, Herakleitos and Diogenes, The Mimes of Herondas, Anakreon, e Archilochos, Sappho, Alkman)

### Poesia
- Cydonia Florentia (The Lowell-Adams House Printers/Laurence Scott, 1966)
- Flowers and Leaves: Poema vel Sonata, Carmina Autumni Primaeque Veris Transformationem (Nantahala Foundation/Jonathan Williams, 1966; Bamberger Books, 1991) (illustrato da Davenport)
- The Resurrection in Cookham Churchyard (Jordan Davies, 1982)
- Goldfinch Thistle Star (Red Ozier Press, 1983) (illustrato da Lachlan Stewart)
- Thasos and Ohio: Poems and Translations, 1950–1980 (North Point Press, 1986) (comprende la maggior parte di Flowers and Leaves, assieme alla traduzione di sei dei sette "7 Greeks" e di Rainer Maria Rilke e Harold Schimmel)
- 37 Avenue Samson,Cimetiere Montmartre, (Lexington, KY: The King Library Press, 1985) (edizione limitata di 150 copie)

### Dipinti e disegni
- A Balance of Quinces: The Paintings and Drawings of Guy Davenport, con un saggio di Erik Anderson Reece (New Directions, 1996)
- 50 Drawings (Dim Gray Bar Press, 1996) (limited ed.)  Introduzione di Davenport con resoconto dei dipinti e disegni prodotti nell'arco della sua vita.
- Bibliografia di Davemport, realizzata da Joan Crane(vedi sotto), comprendente 25 pagine di inserti di riproduzioni che rappresentano il suo stile pittorico.
- Due libri di Hugh Kenner, The Counterfeiters e The Stoic Comedians, con dieci disegni di Davenport a pagina intera in ognuno.